# Tree of Heaven
Tree of Heaven (tiếng Hàn: 천국의 나무; Romaja: Cheon-guk-ui Na-mu) là một bộ phim truyền hình Hàn - Nhật 2006 với sự tham gia của diễn viên Park Shin-hye và Lee Wan. Phim chiếu trên SBS từ 8 tháng 2 đến 9 tháng 3 năm 2006 vào mỗi thứ 4&5 lúc 21:55 gồm 10 tập.

## Phân vai
- Park Shin-hye vai Hana[3]
- Lee Wan vai Yoon Seo[4]
- Reina Asami vai Maya
- Uchida Asahi vai Fujiwara Ryu
- Jung Dong-hwan vai Yoon Soo-ha, ba Yoon Seo
- Kim Chung vai Yoko,mẹ Maya
- Mire Aikaa vai Michiko,mẹ Hana